# 1999 AE6
1999 AE6 är en asteroid i huvudbältet som upptäcktes den 21 november 1999 av LINEAR i Socorro County, New Mexico.
Asteroiden har en diameter på ungefär 8 kilometer och den tillhör asteroidgruppen Maria.